# Chrozophora brocchiana
Chrozophora brocchiana là một loài thực vật có hoa trong họ Đại kích. Loài này được (Vis.) Schweinf. mô tả khoa học đầu tiên năm 1862.